# Лопеницькі пагорби
Лопеницькі пагорби (Lopenícka hornatina) — гірський масив в Словаччині; геоморфологічна підодиниця масиву Білих Карпат. Найвища гора — Великий Лопеник (911 м.). Місце розташування — Тренчинський край.
Протікають річки Дретомиця; Хохолниця й Івановський потік.